# Vutina sexmaculata
Vutina sexmaculata är en insektsart som först beskrevs av Victor Antoine Signoret 1862.  Vutina sexmaculata ingår i släktet Vutina och familjen Nogodinidae. Inga underarter finns listade i Catalogue of Life.